# Antoine Arnauld
Antoine Arnauld (6. únor 1612 – 8. srpen 1694) byl francouzský teolog, filozof a matematik, představitel tzv. jansenismu. Působil v klášteře Port-Royal v Paříži. Nejvíce uznávány byly jeho příspěvky k logice. Proslul i svými polemikami s jezuity, před jejichž útoky bránil jansenistický myšlenkový směr. Byl kvůli těmto sporům, v nichž měli jezuité mocensky navrch, i pronásledován a dlouhá léta působil v jakési ilegalitě. Nakonec musel opustit i Francii. Jeho přítelem byl matematik a filozof Blaise Pascal, jehož svým dílem silně ovlivnil. Byl považován za neortodoxního myslitele, v závěru života se přiblížil tomismu, přijal i učení René Descarta.
Katolická církev zařadila 17 jeho spisů na Index zakázaných knih.
Jeho socha je jednou ze 146 soch umístěných na fasádě pařížské radnice.

## Dílo
- De la fréquente communion où Les sentimens des pères, des papes et des Conciles, touchant l'usage des sacremens de pénitence et d'Eucharistie, sont fidèlement exposez.
- Grammaire générale et raisonnée : contenant les fondemens de l'art de parler, expliqués d'une manière claire et naturelle
- La logique ou L'art de penser: contenant outre les règles communes, plusieurs observations nouvelles, propres à former le jugement
- Nouveaux éléments de géométrie
- Des vraies et des fausses idées
- Défense de M. Arnauld
- Réflexions sur le nouveau système de la Nature et de la Grâce
- Lettres Leibniz-Arnauld
- Correspondance Malebranche-Arnauld
- Règles du bon sens